# Departamento de Arauca
Koordinaten: 7° 0′ N, 70° 48′ W
Das Departamento de Arauca ist ein Departamento im Osten Kolumbiens.
Es grenzt im Norden und Osten an Venezuela und im Süden an die Departamentos Vichada und Casanare; im Westen liegt Boyacá.
Die Förderung von Öl (30 % von Kolumbien) und extensive Rinderhaltung sind die wichtigsten Wirtschaftszweige. Die unterentwickelte Landwirtschaft setzt auf Mais, Kakao, Yuca und Bohnen. Weiter spielen Fischfang und Holzgewinnung eine wichtige Rolle.
Sehenswert ist die Sierra Nevada del Cocuy.

## Administrative Unterteilung
Das Departamento de Arauca besteht aus sieben Gemeinden. Die Einwohnerzahlen sind auf Grundlage der Volkszählung 2018 des DANE angegeben, hochgerechnet für das Jahr 2022.
| Gemeinde      | Einwohnerzahl 2022 |
| ------------- | ------------------ |
| Arauca        | 100.365            |
| Arauquita     | 58.270             |
| Cravo Norte   | 4.294              |
| Fortul        | 20.883             |
| Puerto Rondón | 5.098              |
| Saravena      | 65.314             |
| Tame          | 50.754             |